# Lorysa łuskowana
Lorysa łuskowana (Saudareos johnstoniae) – gatunek małego ptaka z rodziny papug wschodnich (Psittaculidae). Jest endemitem filipińskiej wyspy Mindanao.

## Taksonomia
Gatunek został opisany przez niemieckiego ornitologa Ernsta Harterta w 1903 roku. Pierwotnie został umieszczony w rodzaju Trichoglossus, lecz na podstawie wyników badań opublikowanych w 2020 roku, został on przeniesiony do nowego rodzaju Saudareos.
Niektóre źródła wyróżniają dwa podgatunki lorys łuskowanych: S. j. johnstoniae oraz S. j. pistra, lecz IOC uważa ją za gatunek monotypowy.

## Morfologia
Lorysy łuskowane mierzą około 20 cm oraz ważą 48–62 g. Brak widocznego dymorfizmu płciowego. W ich ubarwieniu dominuje zielony. Czoło i policzki są czerwone, od kantarka do potylicy przebiega ciemnofioletowy pas. Pióra na brzuchu i piersi są żółte z zielonymi krawędziami. Pod skrzydłami znajduje się żółty pas. Oczy są czerwone, otoczone ciemnoszarą obwódką, a dziób czerwonopomarańczowy.

## Status
Lorysa łuskowana nieprzerwanie od 2004 roku uznawana jest przez Międzynarodową Unię Ochrony Przyrody (IUCN) za gatunek bliski zagrożenia (NT – Near Threatened). Liczebność populacji, według szacunków, mieści się w przedziale 1500–7000 dorosłych osobników, a jej trend uznawany jest za spadkowy ze względu na utratę siedlisk.